# 刘氏棘蜥
刘氏棘蜥（学名：Acanthosaura liui），一种于中华人民共和国云南省东南部红河哈尼族彝族自治州建水县发现的爬行动物，隶属于鬣蜥科（飞蜥科）棘蜥属。种加词取自中国著名两栖爬行动物学家刘承钊的姓氏，以纪念其对中国两栖爬行动物学研究的巨大贡献。

## 形态特征
刘氏棘蜥体型中等，头体长85.1～95.9毫米。头背面为浅棕灰色；有一黑色眼斑从鼻孔向后延伸至眼眶，向下延伸至鼓膜，然后向后向上延伸至颈背上的菱形黑色颈圈；上、下唇为白色，与颈部外侧和腹侧的颜色相同；虹膜为红棕色；喉囊浅蓝色；眶后棘和颈鬣的背侧与头部背面颜色相同，腹侧为黑色，前四个颈鬣几乎为白色，最后一个颈鬣为黑色；舌头和口腔内侧呈黄色；背鬣两侧有少量几乎对称的大黑色和灰白色斑点，体侧有许多小黑色和浅紫灰色斑点；四肢背面棕色，带有模糊的浅色横纹，肘部和膝盖上有浅色斑点；四肢和身体腹面为白色，有许多小棕色斑点；尾巴上有棕黑色和灰白色的环。然而，本种可以像本属大多数其他物种一样在一定范围内改变体色。

## 保护
本种于2023年被收录入《有重要生态、科学、社会价值的陆生野生动物名录》。